# Hospitalkirche (Ellrich)

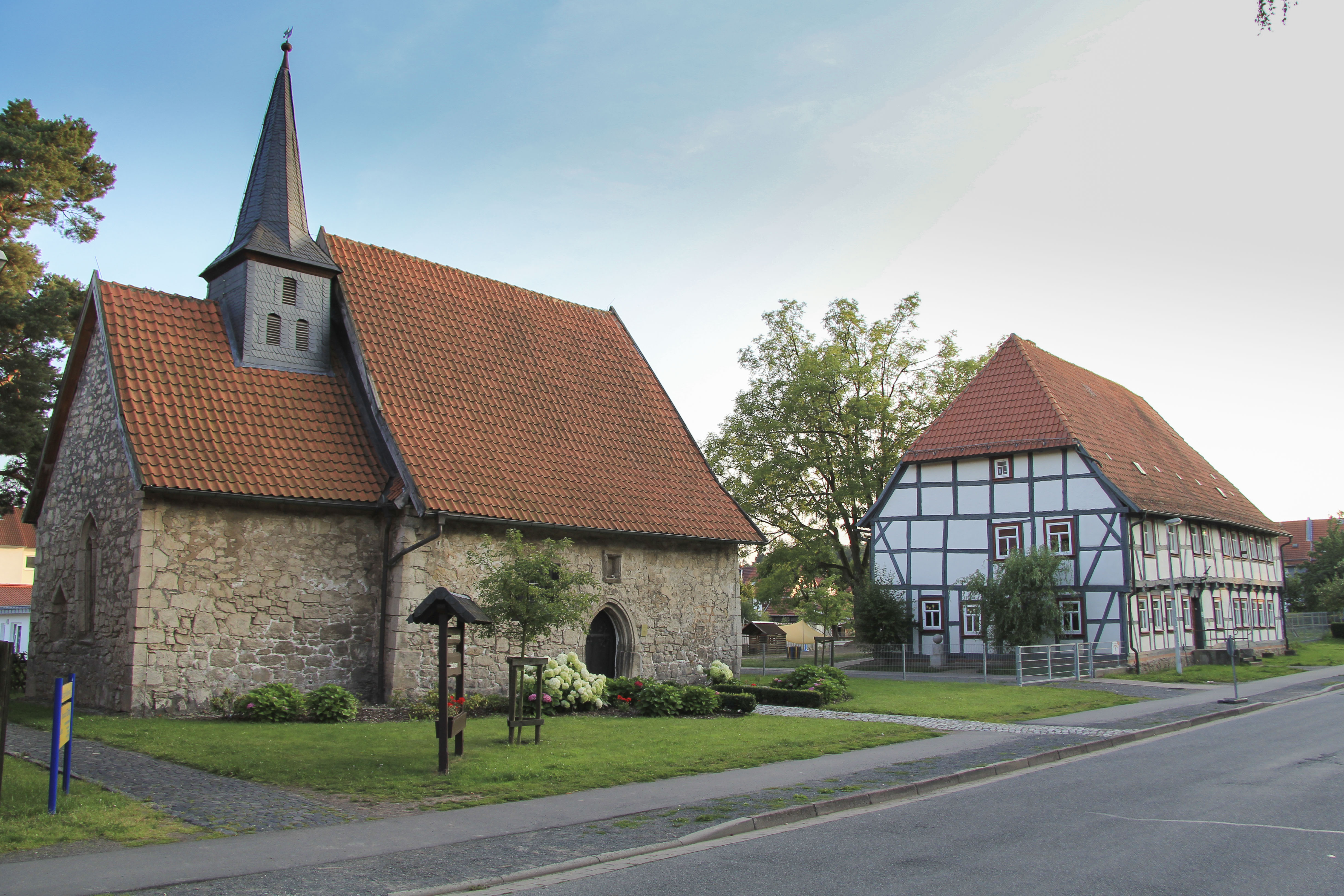
Hospitalkirche St. Spiritus und Oberhaus des ehemaligen Hospitals in Ellrich

Die alte evangelische Hospitalkirche, auch St. Spiritus genannt, steht in der Stadt Ellrich im Landkreis Nordhausen in Thüringen. Die kleine Kirche ist Teil der ehemaligen Hospitalanlage der Stadt.

## Geschichte
Zu dem Hospital, das im 12. Jahrhundert durch das Kloster Walkenried außerhalb der mittelalterlichen Stadt errichtet wurde, gehören das Ober- und das Unterhaus, das Klingelhaus, eine Scheune sowie die Kirche.
Das Gotteshaus, das 1506 erstmals erwähnt wird, ist eine schlichte, aus Naturstein erbaute kleine Saalkirche mit einem geraden Chorabschluss. Ihr Grundriss beträgt 13 × 7 Meter. Auf dem Dach des Chores wurde ein Dachreiter zur Aufnahme der Glocke errichtet. Ein alter Votivstein aus dem Jahre 1461, der sich heute in der Kirche befindet, aber ursprünglich neben der Eingangstür stand, stellt die Schmerzensmutter mit dem Heiland auf dem Schoß dar. Darunter sind die knienden Figuren der beiden Stifter zu erkennen. Die Kirche ist mit einem spätgotischen Flügelaltar, einem spätgotischen Kruzifix, einer Kanzel sowie einem Epitaph aus dem Jahr 1589 ausgestattet.
Zwischen Chor und Kirchenschiff ist ein Triumphbogen. Die Glocke aus dem Jahr 1542, vom Meister Melchior Möringk aus Erfurt, hat einen Durchmesser von 55 cm. 1914 wurden die kleinere der beiden Glocken abgenommen und für Kriegszwecke eingeschmolzen. Von 1958 bis 1970 diente das Gotteshaus als Winterkirche. Die Hospitalkirche ist säkularisiert und im Besitz der Stadt Ellrich.
Von 1994 bis 1998 wurde das Gebäude vollständig saniert. Es wird heute für Konzerte, Ausstellungen und standesamtliche Trauungen genutzt.

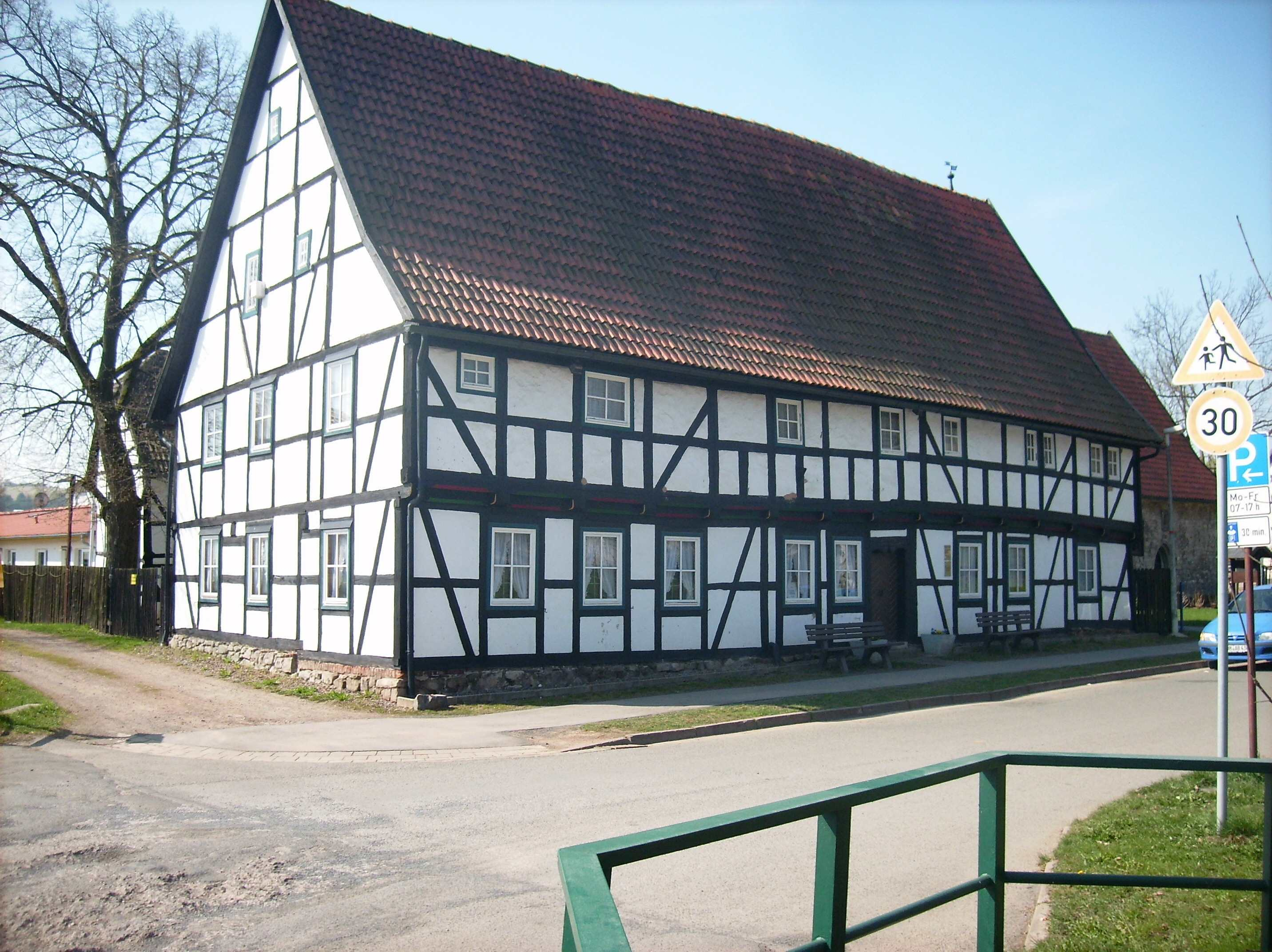
Unterhaus des ehemaligen Hospitals in Ellrich (heute Stadtmuseum)

Rechts und links neben der Hospitalkirche stehen das Oberhaus, ein Fachwerkbau aus dem Jahre 1500, sowie das 1665 errichtete Unterhaus. Hier ist seit 1976 das Heimatmuseum untergebracht. Das Unterhaus ist von seiner Aufteilung her noch im Original erhalten. So findet der Besucher im Eingangsbereich noch die alten Gruden sowie den gemauerten Waschkessel, in dem früher Wäsche gewaschen und Pflaumenmus gekocht wurde. Außerdem sind hier Funde aus der Ur- und Frühgeschichte und der Geologie bzw. verschiedene Arbeitsgeräte zu besichtigen. Beeindruckend ist eine im Original erhaltene Stube der Hospitalbewohner mit der alten Hausordnung von 1786. Das Oberhaus wird seit 1969 als Kindergarten genutzt.
Ein Projekt „Hospitale in Mittelalter und Neuzeit“ der Volkskundlichen Kommission für Thüringen machte deutlich, dass die ehemalige Ellricher Hospitalanlage in ihrem fast originalen Erhaltungszustand eine Besonderheit im Raum Thüringen darstellt.